# NGC 4223
NGC 4223 is een spiraalvormig sterrenstelsel in het sterrenbeeld Maagd. Het hemelobject werd op 13 april 1784 ontdekt door de Duits-Britse astronoom William Herschel.

## Synoniemen
- IC 3102
- UGC 7319
- MCG 1-31-38
- ZWG 41.65
- VCC 234
- PGC 39412